# مارتا واگن
مارتا واگن (۴ اوت ۱۹۲۶ – ۱۳ سپتامبر ۲۰۱۸) زیست‌شیمی‌دان آمریکایی در مؤسسه ملی قلب، ریه و خون (NHLBI)، بخشی از مؤسسه ملی سلامت (NIH) در بتزدا، مریلند بود. او دارای عنوان «دانشمند بازنشسته» در آزمایشگاه تنظیم سوخت‌وساز و پیش‌تر رئیس آزمایشگاه سوخت‌وساز سلولی در NHLBI بود. در مؤسسه ملی سلامت، بخش زیادی از پژوهش‌های او بر پیام‌دهی سلولی، تنظیم سلولی، سوخت‌وساز چربی و شناسایی پروتئین‌های کلیدی مرتبط با توکسین وبا و توکسین سیاه‌سرفه متمرکز بود. واگن نخستین‌بار به مؤسسه ملی سلامت آمد، زمانی که این نهاد هنوز مؤسسه تازه‌تأسیس «قلب ملی» نام داشت (اکنون NHLBI) و با عنوان «جراح ارشد دستیار» در آزمایشگاه شماره ۳ و در کنار کریستین بی. آنفینسن، دکترای زیست‌شیمی و دانشمند دولتی که بعدها برنده جایزه نوبل شیمی در سال ۱۹۷۲ شد، بر روی سنتز پروتئین کار می‌کرد.
در میان دانشمندانی که زیر نظر واگن آموزش دیدند، فرید مراد، برنده جایزه نوبل سال ۱۹۹۸، قرار داشت. او در اواخر دهه ۱۹۶۰ به‌عنوان پژوهشگری که در زمینه تنظیم هورمون فعالیت می‌کرد، در آزمایشگاه واگن در مؤسسه ملی سلامت کار می‌کرد. او در سخنرانی نوبل خود گفت: «او نیز راهنمایی فوق‌العاده بود… او آزادی قابل‌توجهی به من داد».
واگن برای بیش از شش دهه در مؤسسه ملی سلامت فعال بود و در انجمن‌های حرفه‌ای زیست‌شناسی شیمیایی و دیگر سازمان‌های علمی عضویت داشت و در هیئت‌های تحریریه و مشورتی گوناگون خدمت کرد. در طول این سال‌ها، او همچنین سمت‌های مختلفی در مدیریت پژوهش در مؤسسه ملی سلامت داشت که به پزشکی انتقالی، سوخت‌وساز سلولی و تنظیم سوخت‌وساز مربوط می‌شد.

## تحصیلات
در سال ۱۹۴۴، واگن که اصالتی از ویسکانسین داشت، مدرک کارشناسی فلسفه خود را از دانشگاه شیکاگو دریافت کرد؛ جایی که جنت راولی، ژنتیک‌دان برجسته (که در آن زمان داویسون نام داشت) هم‌کلاسی او بود. در سال ۱۹۴۹، واگن مدرک دکترای پزشکی خود را از مدرسه پزشکی ییل دریافت کرد و سپس حرفه پژوهشی‌اش را به‌عنوان پژوهشگر فوق‌دکترا در دپارتمان شیمی فیزیولوژیک دانشگاه ییل آغاز کرد. او دوره کارآموزی خود را در بیمارستان ییل–نیوهِیون گذراند.
در سال ۱۹۴۹، واگن در زمانی که در ییل بود، ریاست شاخه مدرسه پزشکی ییل از انجمن کارورزان و دانشجویان پزشکی (AIMS) را بر عهده داشت؛ این انجمن ملی، سازمانی برای پزشکان جوان بود که در سال ۱۹۴۱ بنیان‌گذاری شده بود. این شاخه در ییل به‌عنوان «شاخه هاروی کوشینگ» شناخته می‌شد. AIMS دغدغه‌هایی دربارهٔ حقوق دانشجویان پزشکی، خدمت اجباری، کالبدشکافی حیوانات زنده، بیمه سلامت همگانی، برابری نژادی در آموزش پزشکی و دیگر موضوعات پیشروی آن زمان داشت. این سازمان در اوایل دهه ۱۹۵۰ منحل شد.

## افتخارات و جوایز
در سال ۱۹۸۵، واگن به آکادمی ملی علوم انتخاب شد و در کمیته حقوق بشر این آکادمی فعالیت داشت. در سال ۱۹۹۱ نیز به‌عنوان عضوی از فرهنگستان هنر و علوم آمریکا برگزیده شد. او دریافت‌کننده جوایز متعددی از سوی وزارت سلامت و خدمات انسانی ایالات متحده، خدمات بهداشت عمومی و مؤسسه ملی سلامت بود؛ از جمله مدال خدمات شایسته که از سوی وزارت سلامت و خدمات انسانی ایالات متحده (که در آن زمان وزارت بهداشت، آموزش و رفاه بود) به او اهدا شد. در سال ۲۰۰۱، سه برنده جایزه نوبل در یک سمپوزیوم که برای بزرگداشت واگن برگزار شده بود، شرکت کردند.

## زندگی شخصی
واگن با جک اورلاف، پزشک کلیه‌شناس و دانشمند همکار در مؤسسه ملی سلامت ازدواج کرده بود؛ او از سال ۱۹۷۴ تا ۱۹۸۸ به‌عنوان مدیر علمی مؤسسه ملی قلب، ریه و خون خدمت کرد. این مؤسسه همچنان هر سال جایزه‌ای علمی به نام دکتر اورلاف اهدا می‌کند. او در سال ۱۹۸۸ درگذشت. هر دوی این دانشمندان در اوایل دهه ۱۹۵۰ به مؤسسه ملی سلامت پیوستند؛ اورلاف در سال ۱۹۵۰ و واگن در سال ۱۹۵۲.